# Haninge cheer elite
Haninge cheer elite är en svensk cheerleadingförening med några DM- och SM-guld i bagaget . 
Föreningen strävar efter att alla medlemmar ska synas och utvecklas till bra cheerleaders. För närvarande finns det nio lag i föreningen, varav fem tävlar. Haninge cheer elite startades 2003 och hade då två lag (de som för idag är JrA och SrA).  Ordförande i föreningen är Hans Lövström, som även har varit ordförande i Svenska cheerleaderförbundet, SCF. 
Föreningen siktar varje år på att tävla i minst en tävling utomlands och har hittills tävlat i Norge, Danmark, England, Tyskland, Finland och USA. Bland meriterna finns SM-guld 2006, 2007 och 2008 på juniorsidan, guld i COA Ultimate international championships på seniorsidan och flera DM-guld. 